# Mogale City
Mogale City est une municipalité locale d'Afrique du Sud située dans la province du Gauteng. 

## Historique
En février 2001, à la suite du regroupement des municipalités du Grand Krugersdorp, de Muldersdrift, de Magaliesberg, de Tarlton, de Nooitgedacht et de Renosterspruit, la nouvelle municipalité, regroupant plus de 300 000 habitants, adopte le nom de Mogale City.

## Subdivisions
La municipalité de Mogale City comprend les villes et townships suivantes :
- Krugersdorp,
- Magaliesburg,
- Tarlton,
- Hekpoort,
- Muldersdrift,
- Krugersdorp West,
- Witpoortjie,
- Lewisham,
- Azaadville,
- Swannieville,
- Munsieville,
- Kagiso,
- Noordeheuwel,
- Silverfields,
- Monument,
- Rangeview,
- West Rand Cons,
- Chamdor,
- Boltonia.

## Population urbaine 2011 des constituants de la municipalité de Mogale City
Lors du recensement de 2011, les populations des différentes zones urbaines et rurales de la municipalité de Mogale City étaient les suivantes :
| zone                          | population 2011 |
| ----------------------------- | --------------- |
| Krugersdorp                   | 000 140 643     |
| Kagiso                        | 00 115 802      |
| Rietvallei                    | 00 49 552       |
| Mogale City (zone de gestion) | 00 19 757       |
| Munsieville                   | 00 19 128       |
| Magaliesburg                  | 00 6 363        |
| Rietfontein                   | 00 6 052        |
| Zwartkop                      | 00 2 514        |
| Orient Hills                  | 00 1 706        |
| Wolwekrans                    | 00 571          |
| Wallis Haven                  | 00 333          |
| Total Mogale City             | 00 362 422      |

## Administration
Lors des élections municipales sud-africaines de 2016, le congrès national africain (ANC) remporta 48,84% des voix et 38 sièges contre 34,88% et 27 sièges à l'Alliance démocratique (DA), 11,65% et 11 sièges aux Economic Freedom Fighters (EFF), 2,29% des voix et 2 sièges au front de la Liberté et 1 siège au parti Inkhata (IFP). Lynn Pannall (DA) est élue maire à la suite du soutien de tous les autres partis minoritaires, y compris de l'IFP, tandis que l'ANC obtenait le poste de président du conseil municipal grâce au vote non aligné de l'IFP
En décembre 2016, Pannall est contrainte de démissionner pour des raisons de santé et est remplacée par Michael Holenstein à la suite du vote du conseil municipal. Celui-ci est mis en minorité en juin 2017. Le 28 juin 2017, Patrick Lipudi (ANC) est élu maire par 39 votes contre 36 à Michael Holenstein, confirmant l'instabilité ou plutôt l'absence de majorité municipale claire et solide

### Liste des maires
| # | Nom                    | Parti | Mandat                             | Observations                                                  |
| - | ---------------------- | ----- | ---------------------------------- | ------------------------------------------------------------- |
|   | Stephen Motingoa       | ANC   | 1995–2001                          | Maire du conseil municipal transitoire du "Grand Krugersdorp" |
| 1 | Lentswe Mokgatle       | ANC   | 2001-2006                          | Premier maire de Mogale City                                  |
| 2 | Koketso Calvin Seerane | ANC   | 2006-2016                          |                                                               |
| 3 | Lynn Pannall           | DA    | Aout-Décembre 2016                 | Démissionne pour des raisons de santé                         |
| 4 | Michael Holenstein     | DA    | décembre 2016 - juin 2017          | Mis en minorité au sein du conseil municipal                  |
| 5 | Patrick Lipudi         | ANC   | juin 2017 au 12 janvier 2020       | Mort au cours du mandat                                       |
| 6 | Francis Makgatho       | ANC   | 28 février 2020 - 22 novembre 2021 |                                                               |
| 7 | Tyrone Gray            | DA    | 23 novembre 2021 - 25 avril 2023   |                                                               |
| 8 | Danny Molefi Thupane   | ATM   | 25 avril 2023 - 16 octobre 2024    | Démission avant une possible adoption d'une motion de censure |
| 9 | Lucky Sele             | ANC   | depuis le 25 octobre 2024          |                                                               |

## Source et autres références
1. ↑   Recensement 2011
2. ↑  Mogale City elects a DA mayor and ANC speaker, 18 aout 2016
3. ↑   And the new Mayor of Mogale City is, Krugersdorp News, 7 décembre 2016
4. ↑  Meeting to elect new Mogale City mayor cancelled after no-show by opposition parties, News 24, 14 juin 2017
5. ↑  ANC takes back Mogale City amid controversy, Daily Maverick, 29 juin 2017
6. ↑   Mogale City mayor dies, news24, 13 janvier 2020
7. ↑   Mogale City elects new mayor during special council meeting, Krugersdorp News, 3 mars 2020
8. ↑   ATM councillor elected as mayor of Mogale City after beating DA's Tyrone Gray, News24, 25 avril 2023
9. ↑  Mogale City mayor Thupane resigns amid motion of no confidence,
Sunday World, 16 octobre 2024
10. ↑   Lucky Sele elected new Mogale City Executive Mayor, Krugersdorp News, 25 octobre 2024

- Outil Superweb : interactive stats SA.